# Petra Schneider
Petra Schneider (Chemnitz, 11 de janeiro de 1963) é uma nadadora alemã, ganhadora de duas medalhas em Jogos Olímpicos.
Ela ganhou uma medalha de ouro nos 400 metros medley nas Olimpíadas de Moscou 1980, e bateu cinco recordes mundiais na natação. Ela foi nomeada pela revista Swimming World como "Nadadora Mundial do Ano" em 1980 e 1982, mas suas realizações são vistas com desconfiança, devido à execução de um programa sistemático de doping ocorrido na Alemanha Oriental. Mais tarde, admitiu ter se dopado 
Em 2005, ela pediu para que o seu último recorde restante (recorde nacional alemão nos 400 m medley) fosse retirado dos livros de recordes, porque foi conseguido com a ajuda de esteróides.
Schneider ganhou destaque no Campeonato Mundial de 1978 em Berlim, ganhando bronze nos 400 metros medley atrás de sua arquirrival Tracy Caulkins dos Estados Unidos, com quem compartilha o mesmo aniversário. Depois disso, ela nunca mais perdeu de Caulkins novamente, e repetidamente baixou o recorde mundial de Caulkins no evento, três vezes em 1980, de 4:40.83 para 4:36.29 nos Jogos Olímpicos de Moscou, que foi boicotado pelos Estados Unidos. Ganhou os 400m medley deixando a medalhista de prata Sharron Davies, do Reino Unido, 10 segundos para trás. Ela melhorou seu recorde para 4:36.10 no Mundial de Guayaquil 1982 e não foi superada até 1997.
Ela também foi recordista mundial nos 200 metros medley, mas lhe foi negada uma chance de medalha de ouro nas Olimpíadas, pois o evento foi cancelado em 1980. Ela também obteve uma medalha de prata nos 400 metros livres.
No Campeonato Mundial de 1982 no Equador, venceu as duas provas de medley e ganhou uma prata nos 400 metros livres. Ela também ganhou três medalhas em campeonatos europeus e bateu oito recordes da Europa. Ela também foi nomeado pela Swimming World como a "Nadadora Européia do Ano" em 1979 e 1980. No entanto, sua carreira olímpica foi encerrada quando o bloco soviético, incluindo a Alemanha Oriental, organizou um boicote de retaliação aos Jogos Olímpicos de Verão de 1984 em Los Angeles.
Foi recordista mundial dos 200 metros medley entre 1980 e 1981, dos 400 metros medley entre 1980 e 1997, e dos 1500 metros livres em piscina curta entre 1982 e 2004.